# Thế kỷ 13
Thế kỷ 13 là khoảng thời gian tính từ thời điểm năm 1201 đến hết năm 1300, nghĩa là bằng 100 năm, trong lịch Gregory.

## Lịch sử

Sự bành trướng của Đế quốc Mông Cổ

Thế kỷ này nổi tiếng với sự xâm lược của Đế quốc Mông Cổ trên khắp lục địa Á - Âu.

### Thời gian
- Thế kỷ
- Thiên niên kỉ

### Lịch sử
- Đế quốc Mông Cổ